# 野尻真太
野尻真太（1971年4月8日—），日本游戏设计师，出生于东京。1995年开始任职于科乐美，参与制作了小岛秀夫的《合金装备》系列及《永生不灭》。

## 参与作品
- 宇宙骑警（1994–1996） - 助理主任
- 合金装备 幽灵通天塔（2000） - 活动策划/游戏总监
- 合金装备2 自由之子（2001） - 脚本
- 合金装备3 食蛇者（2004） - 脚本
- 合金装备Ac!d（2004） - 游戏设计师/策划/游戏总监
- 合金装备Ac!d2（2005） - 游戏设计师/策划/游戏总监
- 合金装备4 爱国者之枪（2008） - 行动3（Act 3）游戏设计/脚本
- 永生不灭（2012，PlayStation 3，Xbox 360） - 游戏设计师/导演/制片人